# McArthur (Ohio)
McArthur è una località degli Stati Uniti d'America, capoluogo della contea di Vinton, nello Stato dell'Ohio.